# آی‌ان‌اس خوکری (۱۹۵۸)
آی‌ان‌اس خوکری (۱۹۵۸) (به انگلیسی: INS Khukri (1958)) یک زیردریایی بود. این زیردریایی در سال ۱۹۵۸ ساخته شد.